# Baudile
 (octobre 2012).
Si vous disposez d'ouvrages ou d'articles de référence ou si vous connaissez des sites web de qualité traitant du thème abordé ici, merci de compléter l'article en donnant les références utiles à sa vérifiabilité et en les liant à la section « Notes et références ».
Baudille ou Baudile du latin Baudilus est un prénom probablement avec une racine  de vieux haut-allemand. 
D'autres formes du nom : Bauzile, Bauzille, Bauzély, Baudelle, Baudilio, Baudelio, Boal, Bol espagnol, Baldiri ou Boi catalan. 
La fête de Baudile est le 20 mai.

## Saints
- Baudile de Nîmes